# Milan Milutinović
Milan Milutinović (Милан Милутиновић; Belgrado, 19 dicembre 1942 – Belgrado, 2 luglio 2023) è stato un politico e diplomatico serbo.

## Biografia
Fu direttore dal 1983 al 1988 della Biblioteca Nazionale Serba, poi ambasciatore in Grecia, e, dal 1995 al 1998, ministro degli esteri. 
Fu Presidente della Serbia dal 1997 al 2002, dopo l'interim di Dragan Tomić. Nel dicembre 2002 venne incriminato per crimini di guerra dal Tribunale penale internazionale per l'ex-Jugoslavia, risultando poi assolto il 26 febbraio 2009.